# 우주항공국가산업단지
우주항공국가산업단지(宇宙航空國家産業團地)는 경상남도 사천시와 진주시 등에 들어서는 국가산업단지로, 국내 최대의 항공우주산업집적지이다. 사천지구와 진주지구 등 총 2개 지구로 분류된다.
경상남도는 전국 우주산업 생산액의 43%를 차지하고, 국내 최대 우주기업인 한국항공우주산업(KAI), 한화에어로스페이스 등 53개 우주 대표기업이 집적되어 있으며, 125개 산업단지가 들어서 있다.

## 역사
2017년 4월, 정부는 한국항공우주산업(KAI)과 가까운 진주시 정촌면 일대와 사천시 용현면 일대를 각각 진주지구와 사천지구로 정확히 82만899㎡씩 나누어 항공산업에 특화한 국가산단을 신규 승인하였다.
2022년 12월, 국가우주위원회는 진주시와 사천시를, 민간 우주 관련 기업을 모은 집적단지인 '위성특화지구'로 선정하였다.
2024년 3월, 진주시와 사천시는 《스마트그린 산업단지 기본계획(안)》을 수립하였다. 이후 사업시행자인 한국토지주택공사(LH)가 국토교통부에 지정을 요청하였고, 국토부는 관계기관과의 협의, 산업입지정책심의회 심의를 거쳐 우주항공국가산단을 스마트 그린산단으로 지정하였다.
2024년 10월, '항공국가산업단지'의 명칭이 '우주항공국가산업단지'로 변경되었다. 또한 진주지구 면적이 311㎡ 줄고, 사천지구는 7,610㎡가 늘었으며, 2017년부터 2024년 10월까지였던 개발 기간이 2025년 6월까지로 연장되었다.
2025년 4월, 위성개발혁신센터 구축사업이 행정안전부행정안전부 지방재정 중앙투자심사를 통과하였다.

## 사천지구
사천시 용현면에 조성될 예정으로 면적은 82만㎡이다. 우주항공청 청사가 들어설 예정이다.
위성개발혁신센터는 총사업비 381억 원을 들여 지하 1층, 지상 2층, 연면적 5,900㎡ 규모로 지어질 계획이다. 위성 관련 연구·제조·사업화에 필요한 각종 인프라를 한 데 모은 허브 역할을 하게 되며, 스타트업 육성, 기업 지원, 전문인력 양성 등의 사업을 추진하는 등 위성기업의 전반을 지원하는 전담 지원센터 역할도 담당할 예정이다.

## 진주지구
진주시 정촌면 예하리에 조성될 예정으로 면적은 83만㎡이다.
현재 진주시 상대동에 위치한 한국산업기술시험원(KTL) 우주부품시험센터의 기반 시설을 2028년까지 사업비 1,554억 원을 투입하여 우주환경시험시설을 현재 규모의 10배 수준인, 지하 1층, 지상 3층 규모로, 진주지구로 확장 이전할 계획이다. 궤도·발사환경 시험 장비, 지상 시험 장비 등의 장비가 갖추어지게 된다.